# 皮埃尔·诺尔夫
皮埃尔·诺尔夫（法語：Pierre Nolf，1873年7月26日—1953年9月14日），出生于伊珀尔，比利时科学家和政治家。
1940年，他获得了诺贝尔生理学或医学奖 的提名，但该年未颁奖。1940年，他获得了生物学和医学科学的法朗基奖 。
1953年9月14日逝世于布鲁塞尔。